# Speedway

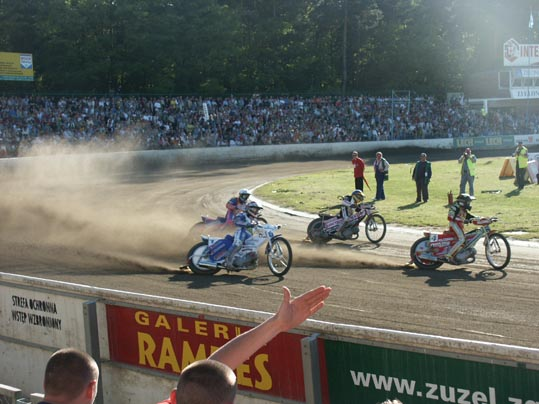
Speedway-wedstrijd in de hoogste Liga

Speedway is een tak van de baansporten binnen de motorsport. Speedway is de Europese variant van dirttrack.
Behalve in de drie noordelijke provincies van Nederland is de sport in de Lage Landen niet erg populair; wel in Denemarken, Duitsland, Groot-Brittannië, Polen en Zweden. Er worden in deze landen complete competities verreden door professionele coureurs. Opvallend is dat de toppers in een seizoen in meerdere nationale competities rijden en dus bij meerdere speedwayteams tegelijk onder contract staan.
Een belangrijk speedway-stadion dicht bij het Nederlandse taalgebied staat te Halbemond, gem. Samtgemeinde Hage, niet ver van de stad Norden in Oost-Friesland (Duitsland). Dit Motodrom Halbemond biedt plaats aan meer dan dertigduizend toeschouwers.

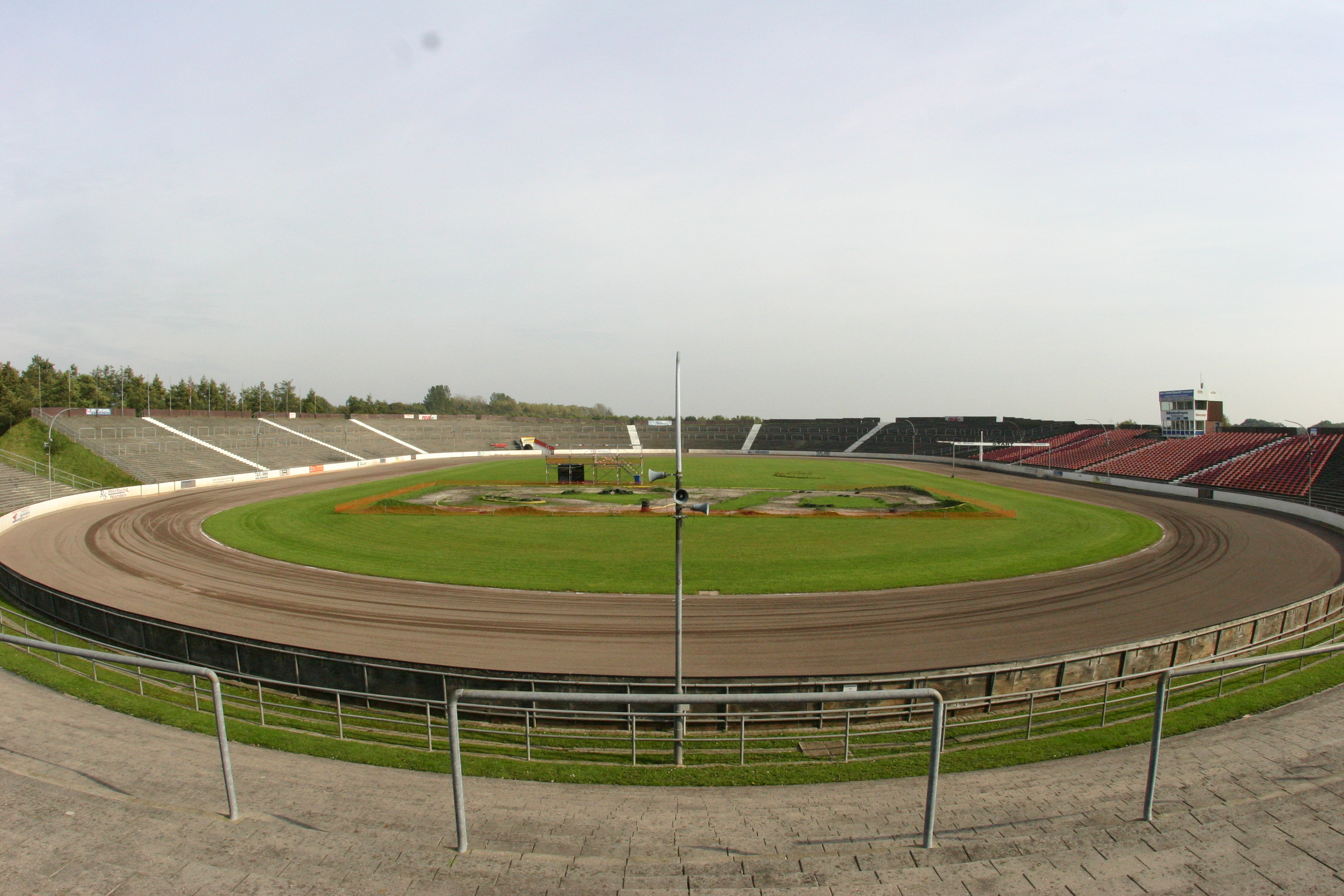
Motodrom Halbemond

Naast het racen op sintels, wordt bij ijsspeedway gereden op ijs.

## Motor

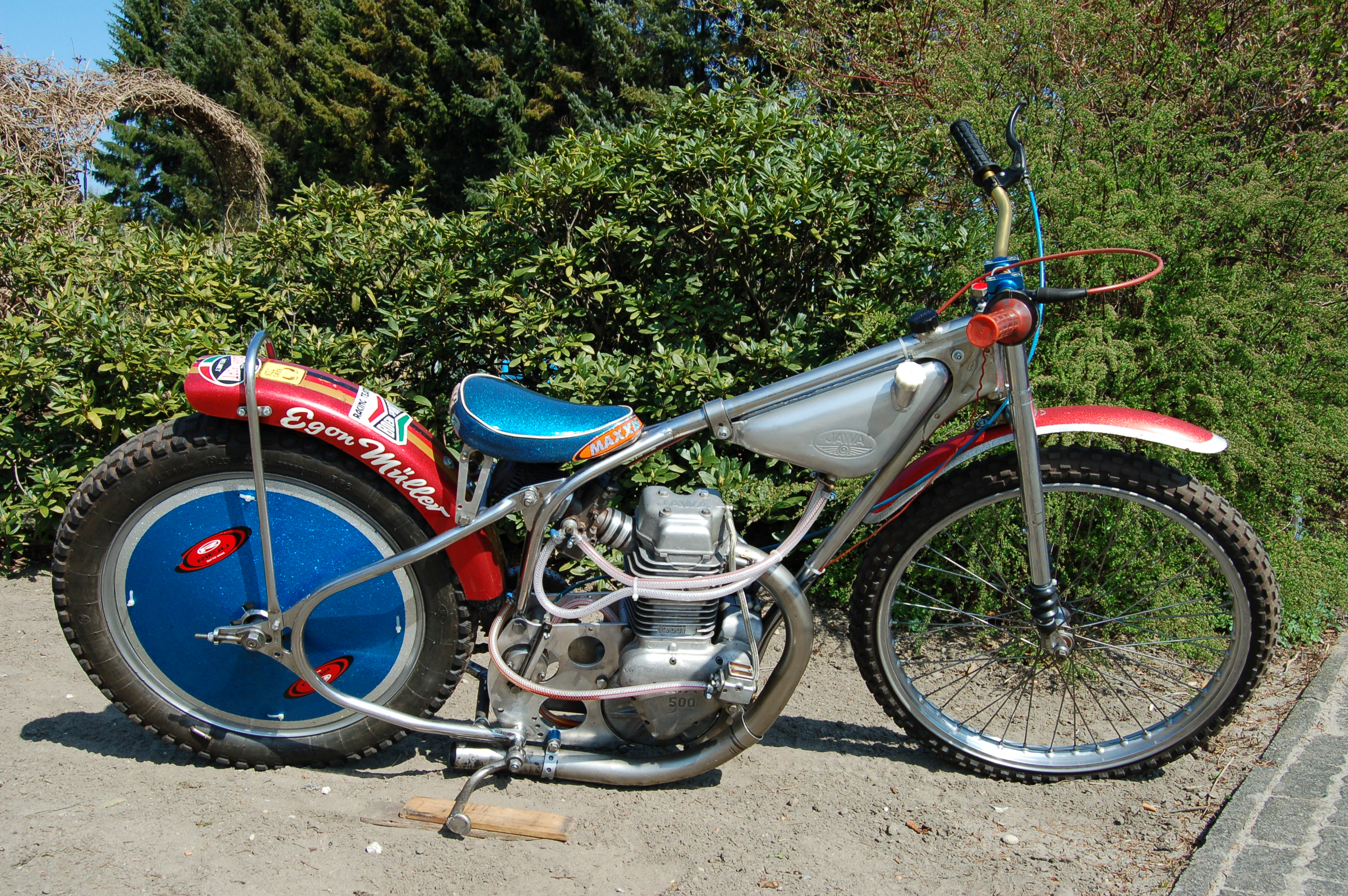
Een 500cc speedwaymotor

De motor waarop bij speedway wordt gereden is een eencilinder 500 cc machine met slechts één versnelling en geen remmen. De banden mogen niet dikker zijn dan 10 cm. Bij de uitlaat aan de achterkant hangt een zogenaamde "dirt deflector" die zorgt ervoor dat het opspattende zand laag blijft. Er zijn twee soorten motoren gangbaar; een Jawa en een GM. Als brandstof wordt methanol gebruikt. De motor mag maximaal 80 kg wegen. Aan de motor zit een "cut-out cord", dat is een draad die tussen de motor en de coureur gespannen is. Als de coureur van zijn motor valt wordt daardoor automatisch de motor uitgezet om het gevaar voor de coureur(s) en toeschouwers te verkleinen.

## Techniek
Op de rechte einden wordt snelheid gemaakt. In de bochten zetten de coureurs hun voeten op de grond, zodat ze niet vallen en er wordt gestuurd door het achterwiel extreem naar buiten te laten driften.

## Wedstrijden
Er wordt gereden in heats van 4 ronden met 4 rijders tegelijk. Het wedstrijdschema wordt dusdanig opgesteld dat elke rijder ten minste één keer tegen elke andere rijder uitkomt. In competities krijgt de winnaar 3 punten, de nummer twee 2 punten en de nummer drie 1 punt. Sommige competities, zoals de prestigieuze Speedway Grand Prix, worden afgesloten met twee halve finales waarbij de beste twee doorgaan naar de finale.
Er zijn individuele wedstrijden en teamwedstrijden. Bij de teamcompetitie komen twee teams tegen elkaar uit. Per race zijn er twee rijders van elk team. De punten van de individuele racers worden bij elkaar opgeteld en zo wordt bepaald welk team heeft gewonnen.

## Internationale toernooien
- Speedway Grand Prix
- Wereldkampioenschap speedway voor landen

Dirttrack · Grasbaanrace · IJsrace · Speedway